# Lago Zemra
El Lago Zemra (en albanés: Liqeni i Zemrës) es un lago de montaña en el territorio disputado de Kosovo, que Serbia reclama como propio y que está situado a 400 m ( 1.312 pies) de la frontera albanesa. El lago se encuentra en el Prokletije cerca de los 2.539 m ( 8.330 pies) de pico elevado de Gusa. El lago se asemeja en forma al Đeravica. Tiene una longitud máxima de 150 m ( 492 pies) y una anchura máxima de 120 m ( 394 pies). Muchos lagos más pequeños se encuentran alrededor de este lago.